# Hanna Marie Resvoll-Holmsen

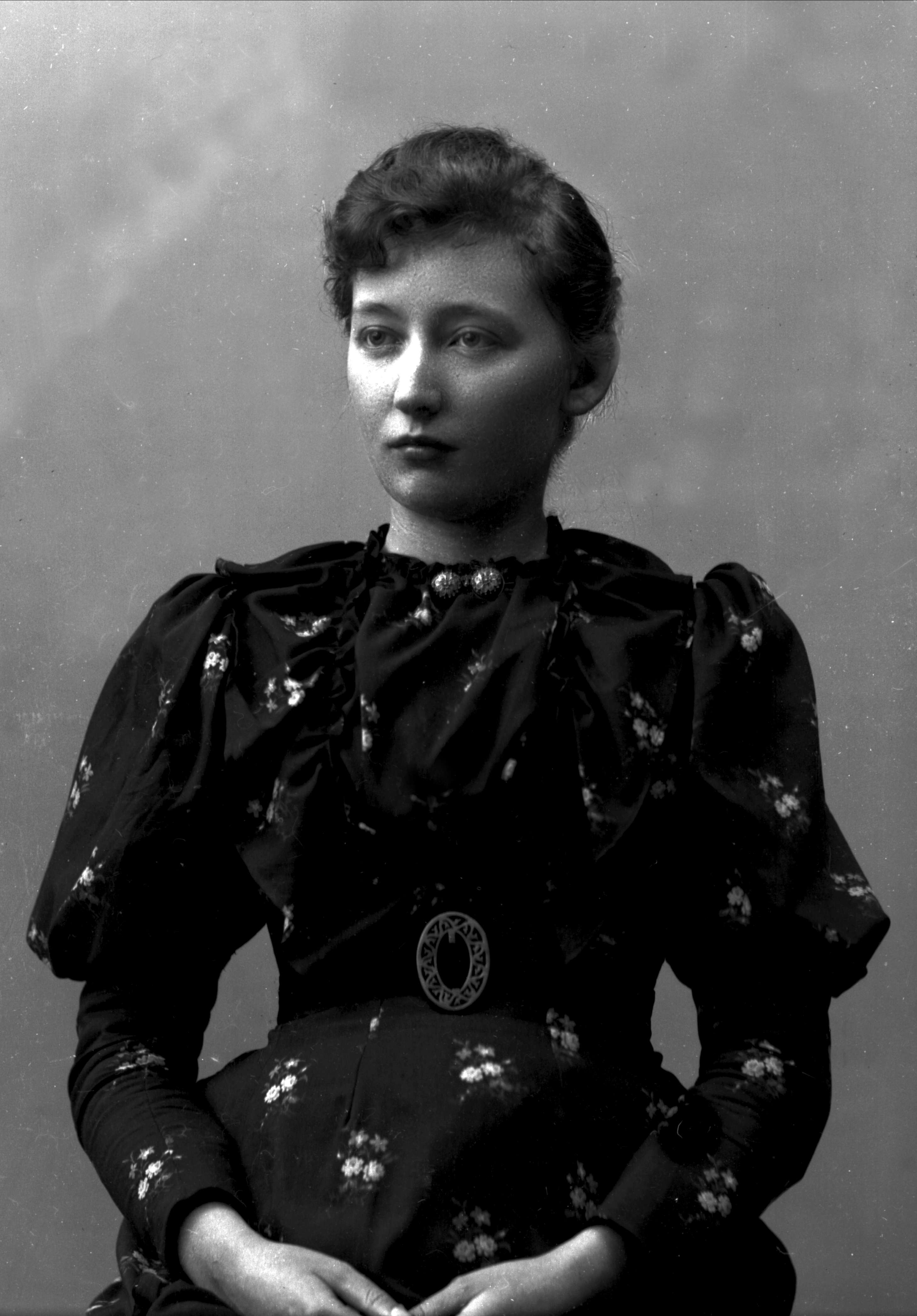
Hanna Marie Resvoll-Holmsen

Hanna Marie Resvoll-Holmsen, auch Hanna Resvoll-Holmsen (* 11. September 1873 in Vågå; † 13. März 1943 in Oslo), war eine norwegische Botanikerin. Ihr botanisches Autorenkürzel lautet „Resv.-Holms.“

## Leben
Hanna Marie Resvoll-Holmsen wurde als Tochter des Ehepaars Hans Resvoll und Julie Martine, geb. Deichmann, geboren. Als Hanna Maria fünf Jahre alt war, verlegte die Familie ihren Wohnsitz von Vågå nach Oslo.
Resvoll-Holmsen war als Jugendliche häufig erkrankt, der Schulbesuch nach ihrem 12. Lebensjahr war dadurch unterbrochen. Erst 1902, kurz nach der Scheidung von ihrem ersten Ehemann, legte sie ihr Abitur an einem altsprachlichen Gymnasium ab.
Sie nahm anschließend ein Studium der Naturwissenschaften auf. Als Hauptfach wählte sie die Disziplin Botanik. Besonders beeinflusst haben sie die Vorlesungen des Geologen Amund Helland. Im Jahr 1907 beteiligte sie sich an der Nordlandexpedition nach Spitzbergen, die vom Fürsten von Monaco initiiert worden war. Ein Jahr darauf führte sie eine eigene Expedition durch. Die im Kontext der Forschungsreisen gewonnenen Kenntnisse zur Flora Spitzbergens publizierte sie in französischer Sprache.
Im Jahr 1910 erhielt sie ihr Diplom. Die nachfolgenden Jahren waren von zahlreichen Forschungsreisen geprägt. Ihre Expeditionen führten sie in die Bergwelt Norwegens, in die Schweiz, nach Südfrankreich und in die Pyrenäen. 1915 wurde Hanna Marie Resvoll-Holmsen ein Universitätsstipendium gewährt. Ab 1921 bis zu ihrem Ruhestand im Jahr 1938 war sie als Dozentin für Pflanzengeographie tätig.
Sie war zunächst mit Hans Dieset verheiratet, die Ehe wurde 1901 geschieden. 1909 heiratete sie ihren Schwager Gunnar Holmsen (1880–1976), der als Geologe bei einer staatlichen Fachbehörde beschäftigt war.

## Wissenschaftliches Wirken
Der wissenschaftliche Schwerpunkt von Hanna Marie Resvoll-Holmsen lag auf dem Gebiet der Pflanzengeographie. Besonders erforschte sie hier die Gebirgsflora mit Augenmerk auf die Vegetation der Baumgrenze. Sie verfasste hierzu zahlreiche ökologische Analysen und stellte eigene Beobachtungen dar. Sie zog als eine der ersten Wissenschaftler Norwegens moderne statistische Methoden für pflanzensoziologische Analysen heran. Ebenso setzte sie mit als Erste die Farbphotographie als Dokumentationsmittel in der Botanik ein.

## Gesellschaftliches Engagement
Bredo Berntsen bezeichnete Hanna in seiner Biographie als eine der ersten norwegischen Grünstrümpfe (nach Blaustrumpf). Ihre Schwester Thekla Susanne Ragnhild Resvoll war ebenfalls eine bedeutende norwegische Botanikerin und für Frauenrechte und Landschaftsschutz politisch aktiv.

## Veröffentlichungen
- Les observations botaniques de la campagne scientifique de S.A.S. le Prince Albert 1er de Monaco. La misión Isachsen au Spitzberg 1907 – 1910
- Observations botaniques – 1913
- Om betingelserne for Spitsbergens planteliv – 1920
- Om fjeldvegetationen i det østenfjeldske Norge – 1920
- Svalbards Flora – 1927
- Om betydningen av det uensartede i våre skoger. Tidsskrift for Skogbruk – 1932